# جایزه ام‌وی‌پی لندون داناون

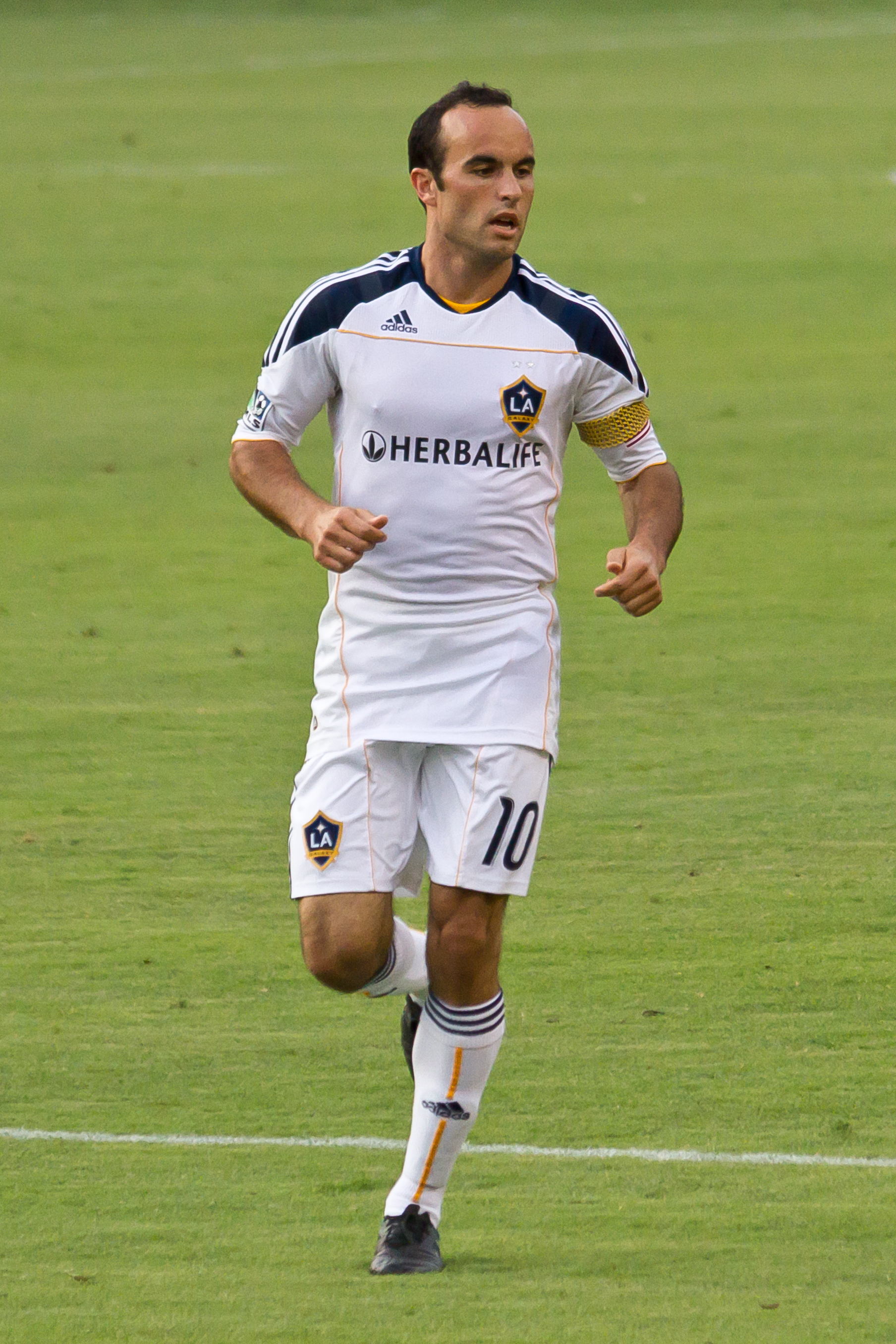
لندون داناون در لس‌ آنجلس گلکسی، ۲۰۱۰

جایزه ام‌وی‌پی لندون داناون (انگلیسی: Landon Donovan MVP Award) جایزه‌ای است که سالیانه به باارزش‌ترین بازیکن لیگ حرفه‌ای فوتبال ایالات متحده آمریکا داده می‌شود.

## برندگان
| فصل  | بازیکن            | باشگاه               | دیگر فینالیست‌ها                                         |
| ---- | ----------------- | -------------------- | ------------------------------------------------------- |
| ۱۹۹۶ | کارلوس والدراما   | تمپا بی موتینیتی     | روی لسیتر، پرکی                                         |
| ۱۹۹۷ | پرکی              | کانزاس‌سیتی ویزاردز   | مارکو اچوری، کارلوس والدراما                            |
| ۱۹۹۸ | مارکو اچوری       | دی‌سی یونایتد         | کوبی جونز، پیتر نواک                                    |
| ۱۹۹۹ | جیسون کریس        | دالاس برن            | مارکو اچوری، خایمه مورنو                                |
| ۲۰۰۰ | تونی میولا        | کانزاس‌سیتی ویزاردز   | ممدو دیالو، کلینت متیس                                  |
| ۲۰۰۱ | الکس پیندا چاکون  | میامی فیوژن          | جف آگوس، دیگو سرنا                                      |
| ۲۰۰۲ | کارلوس رویس       | لس‌آنجلس گلکسی        | مارک چانگ، تیلور توئلمن                                 |
| ۲۰۰۳ | پرکی (۲)          | کانزاس‌سیتی ویزاردز   | آنته رازوف، جان اسپنسر                                  |
| ۲۰۰۴ | آمادو گوارا       | مترو استارز          | جو کانن، خایمه مورنو                                    |
| ۲۰۰۵ | تیلور توئلمن      | نیوانگلند رولوشن     | دوین د روزاریو، خایمه مورنو                             |
| ۲۰۰۶ | کریستین گومز      | دی‌سی یونایتد         | جف کانینگهام، دوین د روزاریو                            |
| ۲۰۰۷ | لوسیانو امیلیو    | دی‌سی یونایتد         | خوان پابلو آنخل، کواوتموک بلانکو                        |
| ۲۰۰۸ | گیرمو باروس شلوتو | کلمبوس کرو           | لندون داناون، کواوتموک بلانکو                           |
| ۲۰۰۹ | لندون داناون      | لس‌آنجلس گلکسی        | شالری جوزف، جف کانینگهام                                |
| ۲۰۱۰ | داوید فریرا       | اف‌سی دالاس           | ادسون بادل، کریس ووندولوفسکی                            |
| ۲۰۱۱ | دوین د روزاریو    | دی‌سی یونایتد         | برد دیویس، برک شی                                       |
| ۲۰۱۲ | کریس ووندولوفسکی  | سن‌خوزه ارث‌کوئیکز     | تیری آنری، گراهام زوسی                                  |
| ۲۰۱۳ | مایک ماگی         | شیکاگو فایر          | رابی کین، مارکو دی وایو                                 |
| ۲۰۱۴ | رابی کین          | لس‌آنجلس گلکسی        | لی گوین، اوبافمی مارتینس                                |
| ۲۰۱۵ | سباستین جووینکو   | باشگاه فوتبال تورنتو | کی کامارا، بنی فیلهابر                                  |
| ۲۰۱۶ | داوید ویا         | نیویورک سیتی         | بردلی رایت-فیلیپس، ساشا کلجستان                         |
| ۲۰۱۷ | دیگو والری        | پورتلند تیمبرز       | داوید ویا، نمانیا نیکولیچ                               |
| ۲۰۱۸ | جوزف مارتینز      | آتلانتا یونایتد      | میگل آلمیرون، زلاتان ابراهیموویچ                        |
| ۲۰۱۹ | کارلوس ولا        | لس آنجلس             | زلاتان ابراهیموویچ، جوزف مارتینز                        |
| ۲۰۲۰ | آلخاندرو پوزوئلو  | تورنتو               | آندره بلیک، نیکولاس لودیرو، جردن موریس، دیه‌گو روسی      |
| ۲۰۲۱ | کارلس ژیل         | نیوانگلند رولوشن     | هانی مختار، ژواو پائولو، دانیل شالوی، والنتین کاستیانوس |
| ۲۰۲۲ | هانی مختار        | نشویل                | سباستین دریوسی، آندره بلیک                              |
| ۲۰۲۳ | لوسیانو اکوستا    | سینسیناتی            | تیاگو آلمیدا، دنیس بوانگا                               |
| ۲۰۲۴ | لیونل مسی         | اینتر میامی          | کوچو هرناندز، اواندر                                    |